# 早坂秀悟
早坂 秀悟（はやさか しゅうご、1986年1月22日 - ）は、宮城県仙台市出身の競輪選手。日本競輪学校第90期卒業。日本競輪選手会茨城支部に所属。師匠は相原健樹。
父親は日本競輪学校第49期生の早坂悟。

## 経歴
2003年、仙台市立仙台商業高等学校在学中に佐世保競輪場で開催された全国高等学校総合体育大会自転車競技大会（インターハイ）のチームスプリントで優勝（長田、早坂、菅田）。同年、全国都道府県対抗自転車競技大会では、1kmタイムトライアルで優勝。
同校卒業後の2004年、四日市競輪場で開催されたアジア自転車競技選手権大会では、ジュニア部門で1分6秒493の大会新記録を出し、1kmタイムトライアルを制し、ケイリンでも優勝した。
2004年、競輪学校第90期生として入学。同期には、浅井康太、新田祐大、北津留翼、坂本亮馬らがいる。2005年7月3日、青森競輪場でデビュー。2014年からトラック短距離のナショナルチーム強化指定選手となったほか、2016年、2017年の全日本プロ選手権自転車競技大会（1kmタイムトライアル）で優勝している。
2017年12月に行われた伊東温泉競輪の開設記念でG3初制覇を果たす。
2021年1月大宮記念終了後に茨城支部へ移籍を発表した。

## 競走スタイル
ダッシュ力を生かしたカマシ、まくりを主武器にS級で活躍していたが、落車による負傷も多く、2022年にはA級に降級している。